# Plaza Vicente López y Planes
Plaza Vicente López y Planes es una plaza del barrio de Recoleta de la Ciudad de Buenos Aires, Argentina.
Limita el predio de las calles Paraná, Montevideo, Arenales, Juncal y Vicente López; esta plaza de 17365.00 m² de superficie
tiene entonces una planta que toma un aspecto casi triangular teniendo en su extremo noreste el nacimiento de la avenida Las Heras.

## Historia

### Antes de ser la actual plaza
Antes de ser plaza parquizada fue un hueco o baldío popularmente conocido como "Hueco de las Cabecitas" recordando la gran cantidad de cabezas de ovejas que se encontraban ya que el lugar era un matadero especializado en los ovinos. El mismo "Hueco de las Cabecitas" fue también a inicios del siglo XIX un lugar donde se cocían ladrillos y en cuyo centro existía una laguneja o pequeña laguna.

También allí, según consigna Daniel Balmaceda, se dio un duelo entre el criado preferido de Carlos María de Alvear y el criado de otra familia de clase alta, Eulalio Masculino (apellido en realidad de la familia que lo acogió).

### Como plaza
La plaza que homenajea al autor del Himno Nacional Argentino: Vicente López y Planes está flanqueada por elevados y en primavera muy floridos árboles de las especies tipas y jacarandaes, teniendo en su interior un gran Ficus macrophylla que suelen confundir con un ombú, siguiendo las prescripciones urbanísticas y paisajísticas de Carlos Thays quien pese haber nacido en Francia se naturalizó argentino y prefirió que las calles, plazas y parques porteños tuvieran flora del país en lugar de flora importada.